# 坝树跳蛛
坝树跳蛛（学名：Yllenus bajan）为跳蛛科树跳蛛属的动物。分布于蒙古以及中国大陆的新疆等地，多栖息于草丛。其生存的海拔范围为1910至1400米。该物种的模式产地在蒙古。